# Robbins Glacier
Robbins Glacier är en glaciär i Antarktis. Den ligger i Västantarktis. Inget land gör anspråk på området. Robbins Glacier ligger 513 meter över havet.
Terrängen runt Robbins Glacier är kuperad åt nordväst, men åt sydost är den platt. Terrängen runt Robbins Glacier sluttar norrut. Trakten är obefolkad. Det finns inga samhällen i närheten.